# Caty McNally
Catherine "Caty" McNally, nascida em 20 de novembro de 2001, é uma tenista americana. Ela alcançou sua classificação mais alta de duplas no 11º lugar do mundo em 4 de abril de 2022, e em 22 de maio de 2023 ela alcançou sua melhor classificação de simples no 54º lugar do mundo. Ela é mais conhecida por sua parceria de duplas com Coco Gauff, que é apelidada de "McCoco" pelos fãs e pela mídia. Ela conquistou oito títulos de duplas no WTA Tour, três deles com Gauff, e a dupla chegou à final do US Open de 2021. Ela alcançou outra final importante no US Open de 2022 com Taylor Townsend. Ela também ganhou três títulos de simples e quatorze títulos de duplas no Circuito Feminino da ITF. Em simples, McNally também alcançou a terceira rodada do US Open de 2020 e conquistou um título no WTA Challenger Tour.
Como júnior, McNally ganhou o título de duplas do Aberto da França de 2018, foi vice-campeã no Aberto da França de simples feminino de 2018 e venceu a competição de duplas juniores do US Open.

## Início da vida e antecedentes
McNally nasceu em Madeira, um subúrbio de Cincinnati, Ohio, filha de John McNally e Lynn Nabors-McNally, um graduada da Indian Hill High School. Sua mãe foi brevemente uma tenista profissional que teve a melhor classificação de duplas da carreira entre as 250 primeiras. Seu irmão mais velho, John, também foi profissional e foi um jogador júnior de alto escalão. Ambos são treinados por sua mãe.

## Carreira júnior
McNally foi vice-campeã no torneio de duplas júnior de Wimbledon em 2016, 2017 e 2018. Ela ganhou seu primeiro título júnior de um torneio de Grand Slam no evento de duplas do Aberto da França de 2018 aos 16 anos, em parceria com Iga Swiatek. No mesmo torneio ela chegou à final de simples femininas, onde perdeu para Coco Gauff. Em setembro de 2018, ela fez parceria com Gauff para ganhar o título feminino de duplas no US Open.
Em 2017, McNally estava no time dos Estados Unidos que venceu a Junior Fed Cup, tendo sido anteriormente uma "finalista perdedora".

## Estatísticas da carreira

### Quadros de linha de tempo
| V | F | SF | QF | #R | RR | Q# | NQ | NP | NO |

 •  (V) vencedor; (F) finalista; (SF) semifinalista; (QF) quartas de final; (#R) rodada 4, 3, 2, 1; (RR) round-robin; (Q#) rodada qualificatória;  (NQ) não qualificado; (NP) não participou;  (NO) não ocorreu; (TS) taxa de sucesso (eventos vencidos / participados); (V–P) jogos vencidos-perdidos.
 •  Para evitar confusões e contagem em duplicidade, esses quadros são atualizados após a conclusão de um torneio ou quando a participação de um jogador termina.
 •  Apenas os resultados das chaves principais no WTA Tour, torneios do Grand Slam, Fed Cup/Billie Jean King Cup e Jogos Olímpicos estão incluídos nos registros de jogos "Vencidos–Perdidos".

#### Simples
| Torneio                  | 2017 | 2018 | 2019 | 2020 | 2021 | 2022 | 2023 | TS                     | V–P                    | % de Vitórias          |
| ------------------------ | ---- | ---- | ---- | ---- | ---- | ---- | ---- | ---------------------- | ---------------------- | ---------------------- |
| Australian Open          | NP   | NP   | NP   | 2R   | Q2   | Q2   | 2R   | 0 / 2                  | 2–2                    | 50%                    |
| Aberto da França         | NP   | NP   | NP   | Q2   | Q1   | Q1   |      | 0 / 0                  | 0–0                    | –                      |
| Wimbledon                | NP   | NP   | 1R   | NH   | Q2   | NP   |      | 0 / 1                  | 0–1                    | 0%                     |
| US Open                  | Q2   | Q1   | 2R   | 3R   | 1R   | Q2   |      | 0 / 3                  | 3–3                    | 50%                    |
| Vencidos-Perdidos        | 0–0  | 0–0  | 1–2  | 3–2  | 0–1  | 0–0  | 1–1  | 0 / 6                  | 5–6                    | 45%                    |
| WTA 1000                 |      |      |      |      |      |      |      |                        |                        |                        |
| Indian Wells Open        | NP   | NP   | 1R   | NH   | NP   | 1R   |      | 0 / 2                  | 0–2                    | 0%                     |
| Miami Open               | NP   | NP   | 1R   | NH   | Q1   | NP   |      | 0 / 1                  | 0–1                    | 0%                     |
| Cincinnati Open          | NP   | NP   | 1R   | 1R   | 1R   | 2R   |      | 0 / 4                  | 1–4                    | 20%                    |
| Wuhan Open               | NP   | NP   | NP   | NH   | NH   | NH   |      | 0 / 0                  | 0–0                    | –                      |
| Estatísticas da carreira |      |      |      |      |      |      |      |                        |                        |                        |
| Torneios                 | 0    | 0    | 7    | 5    | 11   | 7    | 2    | Total da carreira: 32  | Total da carreira: 32  | Total da carreira: 32  |
| Títulos                  | 0    | 0    | 0    | 0    | 0    | 0    | 0    | Total da carreira: 0   | Total da carreira: 0   | Total da carreira: 0   |
| Finais                   | 0    | 0    | 0    | 0    | 0    | 0    | 0    | Total da carreira: 0   | Total da carreira: 0   | Total da carreira: 0   |
| Vencidos-Perdidos geral  | 0–0  | 0–0  | 4–7  | 3–5  | 8–11 | 6–7  | 1–2  | 0 / 32                 | 22–32                  | 41%                    |
| % de Vitórias            | –    | –    | 36%  | 38%  | 42%  | 46%  | 33%  | Total da carreira: 41% | Total da carreira: 41% | Total da carreira: 41% |
| Ranking no final do ano  | 724  | 411  | 118  | 121  | 139  | 94   |      | US$ 1.754.511          | US$ 1.754.511          | US$ 1.754.511          |

#### Duplas
Atualizado depois do US Open de 2022.
| Torneio                  | 2017 | 2018 | 2019 | 2020 | 2021 | 2022 | TS                     | V–P                    | % de Vitórias          |
| ------------------------ | ---- | ---- | ---- | ---- | ---- | ---- | ---------------------- | ---------------------- | ---------------------- |
| Torneios do Grand Slam   |      |      |      |      |      |      |                        |                        |                        |
| Australian Open          | NP   | NP   | NP   | QF   | QF   | 1R   | 0 / 3                  | 6–3                    | 67%                    |
| Aberto da França         | NP   | NP   | 1R   | 3R   | NP   | 3R   | 0 / 3                  | 4–3                    | 57%                    |
| Wimbledon                | NP   | NP   | NP   | NH   | 3R   | NP   | 0 / 1                  | 2–1                    | 67%                    |
| US Open                  | NP   | 1R   | 3R   | 2R   | F    | F    | 0 / 5                  | 8–5                    | 67%                    |
| Vencidos–Perdidos        | 0–0  | 0–1  | 2–2  | 6–3  | 10–3 | 7–3  | 0 / 12                 | 25–12                  | 68%                    |
| WTA 1000                 |      |      |      |      |      |      |                        |                        |                        |
| Indian Wells Open        | NP   | NP   | NP   | NH   | NP   | QF   | 0 / 1                  | 2–1                    | 67%                    |
| Miami Open               | NP   | NP   | NP   | NH   | QF   | SF   | 0 / 2                  | 5–2                    | 71%                    |
| Cincinnati Open          | 1R   | NP   | QF   | 2R   | 2R   | 1R   | 0 / 5                  | 4–5                    | 44%                    |
| Estatísticas da carreira |      |      |      |      |      |      |                        |                        |                        |
| Torneios                 | 1    | 1    | 6    | 6    | 11   | 11   | Total da carreira: 35  | Total da carreira: 35  | Total da carreira: 35  |
| Títulos                  | 0    | 0    | 2    | 0    | 2    | 1    | Total da carreira: 5   | Total da carreira: 5   | Total da carreira: 5   |
| Finais                   | 0    | 0    | 2    | 0    | 3    | 2    | Total da carreira: 7   | Total da carreira: 7   | Total da carreira: 7   |
| Vencidos-Perdidos geral  | 0–1  | 0–1  | 15–4 | 9–6  | 26–8 | 21–9 | 5 / 35                 | 71–28                  | 72%                    |
| % de Vitórias            | 0%   | 0%   | 79%  | 60%  | 76%  | 70%  | Total da carreira: 72% | Total da carreira: 72% | Total da carreira: 72% |
| Ranking no final do ano  | 1048 | 319  | 72   | 42   | 20   |      |                        |                        |                        |